# Chaetacis
Chaetacis là một chi nhện trong họ Araneidae.